# Казанский учебный округ
Казанский учебный округ  — один из шести, учреждённых в 1803 году, старейших учебных округов в Российской империи.

## История
Казанский учебный округ был учреждён 24 января 1803 года указом Императора Александра I «Об учреждении учебных округов».
Центральным учреждением учебного округа стал Казанский университет, основанный в 1804 году. Первым попечителем Казанского учебного округа стал Степан Яковлевич Румовский, известный русский учёный и педагог.
На протяжении XIX века территориальный состав округа претерпел некоторые изменения. Так в 1824 году школы Кавказа и Астраханской губернии перешли в ведение Харьковского учебного округа. Через несколько лет, в 1833 году Астраханская губерния была вновь введена в состав Казанского учебного округа.
Последним попечителем округа стал Михаил Михайлович Ломиковский — врач, много лет преподававший в Харьковском университете. Попечителем Казанского учебного округа он стал 19 октября 1915 года в возрасте 66 лет. Однако на этой должности проработал недолго и 10 апреля 1917 года подал в отставку.
Как самостоятельная административная единица, Казанский учебный округ просуществовал до февраля 1918 года.

## Состав
Включал в себя Вятскую, Казанскую, Самарскую, Саратовскую, Симбирскую и Астраханскую губернии, а также Сибирь и Среднюю Азию (позже эти территории отойдут в образованный Сибирский учебный округ).

## Попечители
- С. Я. Румовский — с 1803 года по 6 июля 1812 года
- Граф М. А. Салтыков — с 26 сентября 1812 года по 4 августа 1818 года
- М. Л. Магницкий — период 1819—1826
- М. Н. Мусин-Пушкин— с 1829 по 15 апреля 1845[9]
- Н. И. Лобачевский — с 18 апреля 1845 года по 22 мая 1847 года
- В. П. Молоствов — с 22 мая 1847 года по 4 мая 1857 года
- Ф. Ф. Веселаго — с 23 мая по 12 ноября 1857 года
- Э. А. Грубер — с 12 ноября 1857 года до своей кончины 23 апреля 1859 года
- Князь П. П. Вяземский— с 4 ноября 1859 года по 12 июня 1862 года
- Ф. Ф. Стендер— с 12 июня 1862 года по 5 февраля 1865 года
- П. Д. Шестаков — с 5 февраля 1865 года по 18 июня 1883 года[10].
- П. Н. Масленников — с 18 июня 1883 года до своей кончины 3 мая 1890 года.
- Н. Г. Потапов — с 10 мая 1890 по 13 ноября 1894 года[6]
- В. А. Попов — с 18 января 1895 по 30 июля 1899 года[6]
- М. М. Алексеенко — с 30 июля 1899 по 9 июля 1901 года
- С. Ф. Спешков — с 19 ноября 1901 по 20 августа 1905 года[6]
- А. Н. Деревицкий — с 6 сентября 1905 по 31 декабря 1911 года
- Н. К. Кульчицкий — с 27 февраля 1912 по 30 июня 1914 года
- И. А. Базанов — с 30 июня 1914 по 10 октября 1915 года
- М. М. Ломиковский — с 19 октября 1915 по 10 апреля 1917 года

## Статистика
По данным школьной переписи 1911 года в Казанском учебном округе количество учащихся в начальных школах составило 4,18 % от всего населения округа. Среди мужского населения — 5,89 %, а среди женского населения начальную школу посещало 2,50 %.
По состоянию на 1915 год Казанский учебный округ насчитывал 13,364 заведения всех типов, в которых обучалось в общей сложности 1,017,704 учащихся, в том числе начальных школ 11,570 с числом учащихся 854,452. В распределении по административно-территориальным составляющим округа:
- Астраханская губерния: учебных заведений — 719, учащихся — 48,489.
- Вятская губерния: учебных заведений — 3,373, учащихся — 210,402.
- Казанская губерния: учебных заведений — 2,865, учащихся — 184,707.
- Самарская губерния: учебных заведений — 2,616, учащихся — 224,162.
- Саратовская губерния: учебных заведений — 2,470, учащихся — 251,965.
- Симбирская губерния: учебных заведений — 1,321, учащихся — 97,979.

Распределение учащихся по типам учебных заведений (в числителе — количество учащихся, в знаменателе — число учебных заведений).
| Тип заведения                                                   | 1          | 2             | 3            | 4             | 5             | 6            |
| --------------------------------------------------------------- | ---------- | ------------- | ------------ | ------------- | ------------- | ------------ |
| Высшие учебные заведения                                        |            |               |              |               |               |              |
| Духовные                                                        |            |               | 180 1        |               |               |              |
| Медицинские                                                     |            |               | 300 1        |               |               |              |
| Художественные                                                  |            |               |              |               | 550 1         |              |
| Средние учебные заведения                                       |            |               |              |               |               |              |
| Гимназии, прогимназии, институты и лицеи                        | 2,014 4    | 8,783 24      | 6,205 23     | 6,614 17      | 10,708 26     | 4,430 14     |
| Реальные училища                                                | 481 1      | 1,987 7       | 930 3        | 1,494 6       | 3,005 9       | 841 4        |
| Духовные                                                        | 816 3      | 4,937 115     | 1,473 7      | 1,703 5       | 1,983 9       | 349 1        |
| Педагогические                                                  |            | 285 4         | 433 4        | 408 4         | 197 2         | 359 3        |
| Медицинские                                                     | 118 1      | 456 4         | 483 7        | 399 1         | 264 2         |              |
| Военные                                                         |            |               | ? 1          |               | 213 1         | 374 1        |
| Морские                                                         | 32 1       | 58 1          | 119 1        |               |               |              |
| Лесные и сельскохозяйственные                                   |            | 674 8         | 150 2        | 241 1         | 324 2         |              |
| Технические и ремесленные                                       | 36 1       | 662 11        | 289 7        | 493 8         | 1,512 11      | 814 6        |
| Коммерческие, торговые и промышленные                           | 253 1      | 195 1         | 624 2        | 824 3         | 1,012 2       | 168 1        |
| Художественные                                                  | 288 1      |               | 767 2        |               | 268 1         |              |
| Межевые, таксаторские и топографические                         |            |               |              |               |               | 100 1        |
| Профессиональные                                                |            |               |              |               | 210 2         |              |
| Частные учебные заведения и при церквях иностранных исповеданий |            |               | 1,039 21     | 1,816 24      | 2,836 24      |              |
| Прочие учебные заведения                                        |            |               |              |               |               |              |
| Училища слепых и глухонемых                                     |            | 47 2          |              | 30 1          | 79 2          |              |
| Религиозные нехристианские                                      |            | ? 215         | 71,871 970   |               | 7,774 139     |              |
| Начальные учебные заведения                                     |            |               |              |               |               |              |
| Низшие                                                          | 44,451 706 | 192,318 2,981 | 96,509 1,811 | 210,140 2,546 | 220,490 2,236 | 90,544 1,290 |

Примечание. Цифрами в столбцах таблицы обозначены административно-территориальные составляющие учебного округа:
- 1 — Астраханская губерния
- 2 — Вятская губерния
- 3 — Казанская губерния
- 4 — Самарская губерния
- 5 — Саратовская губерния
- 6 — Симбирская губерния